# Nilso Berlanda
Nilso Berlanda (Curitibanos, 1 de novembro de 1961) é um empresário e político brasileiro, é deputado estadual por Santa Catarina, é  filiado ao Partido Liberal (PL).
Filho de Adelar Berlanda e de Nair Berlanda. Casou com Leoni. Fundador e sócio da rede Berlanda, de Curitibanos.
Nas eleições de 7 de outubro de 2018 foi eleito deputado estadual de Santa Catarina para a 19.ª legislatura, pelo Partido da República (PR).